# 埃里克·埃里克森
埃里克·埃里克森（丹麥語：Erik Eriksen，1902年11月20日—1972年10月7日），丹麦前政治家，为丹麦自由党籍。曾担任丹麦首相（1950-53）、自由党领袖及北欧理事会主席等职务。